# Maitê Proença
Maitê Proença Gallo (São Paulo, 28 de enero de 1958) es una actriz y presentadora de televisión brasileña que también ha oficiado de escritora. Proveniente de una familia de alta clase media, hija de un procurador de Estado, Eduardo Gallo y una profesora de filosofía, Margo Proença, vivió su infancia en Ubatuba, en el litoral cercano a São Paulo, y asistió a la prestigiosa Escola Americana de Campinas, donde se inició en disciplinas artísticas ligadas al canto y a la música, además de una sólida instrucción en lenguas extranjeras (inglés y francés). 
A los 12 años de edad, la actriz pasó por una gran tragedia: su padre descubrió la relación extraconyugal de su madre y la asesinó con once puñaladas. 
Sin embargo, gracias, principalmente a Maitê, que fue su testigo de defensa, fue absuelto y nunca fue preso. Toda su familia materna se puso en contra de ella por haber apoyado a su padre a asesinar su madre y también por la defensa en el proceso y dejaron de tener contacto con Maitê. Para amortizar este dolor, comenzó a hacer terapia y, después del crimen, decidió ir a vivir con su padre y su hermano en una pensión luterana donde estuvieron por tres años. 
A los dieciséis años fue a vivir en Moscú para terminar sus estudios. Al regresar decide salir de la pensión y pedir abrigo a su padre. A los diecinueve años, ya en Brasil, comenzó a cursar estudios de psicología en la Pontificia Universidad Católica de São Paulo, alternando sus clases con empleo a tiempo parcial como modelo.

## Actriz
Su primera experiencia escénica la tuvo integrando a la compañía de teatro Macunaíma, a las órdenes del director Antunes Filho, donde destacó gracias a su interpretación y singular belleza aristocrática. Esta experiencia le abriría las puertas de la televisión, siendo invitada a su primer rol de reparto en la teleserie Dinheiro Vivo, para la desaparecida estación televisiva TV Tupi. Pronto firmaría para la poderosa cadena TV Globo por un papel en la telenovela As três Marias (1980), sin embargo, el rol que le valió su consagración como estrella de la pequeña pantalla fue el protagónico de Dona Beija (1986). Esta miniserie biográfica sobre la controvertida figura de Ana Jacinta de São José, fue uno de los primeros éxitos en el formato de la otra gran cadena televisiva del país, Rede Manchete, debido a sus altos estándares de producción, cuidada reconstrucción de época y una dosis de sensualidad y erotismo infrecuentes en el formato.
En el cine, la película Prova de fogo (1980) resultó ser polémica por circunstancias ajenas a lo cinematográfico, ya que por una disputa legal entre el realizador Marco Altberg y la antropóloga Yvonne Velho en torno a la autoría de la historia, fueron restringidas sus exhibiciones. En la película Maitê tenía un papel menor y su participación consistía básicamente en una escena de sexo, sin embargo, llegaría a tener papeles de mayor relevancia tras su consagración televisiva, como las cintas A dama do Cine Shangai de Guilermhe de Almeida y Tolerância de Carlos Gerbase.

## Símbolo sexual
El éxito de Dona Beija lanzó a la fama a Maitê como símbolo sexual en su país y en los países hispanoparlantes donde el programa fue emitido, entonces (y superando su inicial rechazo al destape, y tras descartar varias ofertas), realizó una serie de fotografías para la revista Playboy en su edición brasileña de febrero de 1987, ejemplar que se mantuvo a tope por muchos años como el más vendido en el país, y en 1996 participaría de una nueva sesión fotográfica con locaciones en Sicilia a cargo del fotógrafo Bob Wolfenson para la edición de 21 aniversario de la publicación.

## Carrera

### Televisión
| Año  | Título                      | Personaje                            |
| ---- | --------------------------- | ------------------------------------ |
| 1979 | Dinheiro Vivo               | Joaninha                             |
| 1980 | As Três Marias              | Maria da Glória (Glória)             |
| 1981 | Jogo da Vida                | Carla                                |
| 1986 | Doña Beija                  | Doña Beija (Ana Jacinta de São José) |
| 1991 | Felicidad                   | Elena de Souza                       |
| 1993 | Contos de Verão             | Pâmela                               |
| 1995 | Cara e Coroa                | Heloísa                              |
| 1998 | Torre de Babel              | Clara Soares                         |
| 1999 | Vila Madalena               | Eugênia Junqueira                    |
| 2001 | Estrela-Guia                | Kalinda (Catherine)                  |
| 2003 | Malhação                    | Daniela Correia Amorim               |
| 2004 | El color del pecado         | Vera Campos Sodré (Verinha)          |
| 2005 | A Lua me Disse              | Maria Regina Benate                  |
| 2008 | Três Irmãs                  | Walquíria                            |
| 2009 | India, una historia de amor | Nanda (Fernanda)                     |
| 2010 | Passione                    | Stela Gouveia                        |
| 2012 | Gabriela                    | Sinhazinha Guedes Mendonça           |
| 2012 | Guerra dos Sexos            | Madonna                              |
| 2015 | Por siempre                 | Kitty Santana                        |
| 2016 | Liberdade, Liberdade        | Dionísia                             |
| 2017 | Llámame Bruna               | Miranda                              |

- 1991 - Felicidade .... Helena
- 1989 - O Salvador da Pátria .... Clotilde
- 1987 - Sassaricando .... Camila
- 1987 - Corpo Santo .... Adriana
- 1985 - Um Sonho a Mais .... Valéria
- 1983 - Guerra dos Sexos .... Juliana de Alcântara Pereira Barreto

Series, miniseries y especiales
- 1999 -  Mulher (série) (episodio Perdas e Danos)
- 1997 - A Vida Como Ela É (varios episodios - TV Globo)
- 1997 - Sai de Baixo (participación especial)
- 1994 - Confissões de Adolescente (TV Cultura - participación especial)
- 1984 - Marquesa de Santos (TV Manchete)
- 1983 - Mandrake episodio de Quarta Nobre.... Eliana (TV Globo)

### Cine
- 1979 - O Eterno Adeus
- 1980 - Prova de Fogo - Sandra
- 1983 - História Passional
- 1986 - Sexo Frágil
- 1987 - A Dama do Cine Shanghai .... Suzana
- 1987 - Brasa Adormecida .... Bebel
- 1989 - Kuarup .... Maureen
- 1989 - Solidão, uma Linda História de Amor
- 1990 - Beijo 2348/72 .... Catarina
- 1995 - 16060 .... Eleanor
- 1997 - Vox Populi
- 1998 - A Hora Mágica .... Susana/Lyla
- 1998 - Paixão Perdida .... Anna Rondi
- 2000 - Tolerância .... Márcia
- 2001 - Bufo & Spallanzani .... Delfina Delamare
- 2001 - A Partilha .... Ela Mesma
- 2001 - Atlantis: el imperio perdido - Helga Katrina Sinclair
- 2002 - A Selva .... Dona Yayá
- 2003 - Viva Sapato! .... Caroline
- 2003 - Jogo Subterrâneo .... Mercedes
- 2005 - Sal de Prata .... Estrela de Cinema
- 2007 - Barros
- 2007 - Onde Andará Dulce Veiga? - Dulce Veiga
- 2009 - Elvis & Madona - Soraya
- 2012 - Primeiro Dia de um Ano Qualquer - Consuelo Castilhos

## Premios y nominaciones
- 2004 - Nominada al Prêmio Qualidade Brasil de mejor actriz secundario de televisión.
- 2000 - Nominada al Prêmio Shell como mejor actriz de teatro, interpretando Isabel.
- 1998 - Mejor actriz en secundario en 3º Brazilian Film Festival of Miami, por A hora mágica.
- 1997 - Mejor actriz en Festival de Salvador (Bahia), por la película Vox Populi.
- 1995 - Mejor actriz en Festival de Brasília Cinema Brasileiro, por 16060.
- 1987 - Mejor actriz en II Festival de Cinema de Natal y XV Festival dos Melhores do Ano CineSesc, por A Dama do Cine Shangai.
- 1984 - Mejor actriz en 2º Rio Cine Fest, por Brasa Adormecida
- 1983 - Mejor actriz en Festival Internacional de Cali, Colombia, por História Passional.
- 1982 - Actriz revelación Prêmio APCA (Associação Paulista de Críticos de Arte), por la telenovela Jogo da Vida.